# Юдкіна Христина Володимирівна
Христина Володимирівна Юдкіна (нар. 4 грудня 1984) — українська легкоатлетка, яка спеціалізується в спортивній ходьбі.

## З життєпису
Навчалася в івано-франківській загальноосвітній школі № 20.
У дев'ятому класі виконала норматив кандидата в майстри спорту. 2001 року перемогла на юнацькій першості України зі спортивної ходьби.
Закінчила Івано-Франківський коледж фізичного виховання та одружилася. Проживала в місті Рівне. 2008 року повернулась до Івано-Франківська.
Викладачка Івано-Франківського коледжу фізичного виховання. Працює тренеркою.
З чоловіком Сергієм виховує сина Андрія (2015).

## Спортивні досягнення
Бронзова призерка командного чемпіонату світу з ходьби у командній першості на дистанції 50 км (2018). У особистому заліку на чемпіонаті була 12-ю з національним рекордом — 4:22.15.
4-е місце у ходьбі на 50 км на чемпіонаті Європи (2018).
Переможниця Кубка Європи з ходьби у командній першості на дистанції 50 км (2019). У особистому заліку на Кубку була 8-ю.
6-е місце у ходьбі на 50 км на чемпіонаті світу (2019).
Чемпіонка та призерка чемпіонатів України у різних дисциплінах ходьби.